# Petra Wenzel
Petra Wenzel, lihtenštajnska alpska smučarka, * 20. november 1961, St. Gallen, Švica.
Nastopila je na dveh olimpijskih igrah, najboljšo uvrstitev je dosegla leta 1980 s štirinajstim mestom v slalomu, ob tem je dosegla tudi četrto mesto v neolimpijski kombinaciji, ki je štelo za svetovno prvenstvo. Na ločenih svetovnih prvenstvih je nastopila leta 1982, ko je osvojila četrto mesto v veleslalomu. V svetovnem pokalu je tekmovala šest sezon med letoma 1979 in 1984. V skupnem seštevku svetovnega pokala je bila najvišje na devetnajstem mestu leta 1983, ko je bila tudi deveta v slalomskem seštevku.
Njena sestra Hanni Wenzel je ena najuspešnejših alpskih smučark vseh časov, tudi brat Andreas Wenzel je nekdanji alpski smučar, kot tudi svak Harti Weirather in nečakinja Tina Weirather.